# 베네수엘라 난민 위기
베네수엘라 난민 위기는 아메리카에서 기록상 가장 큰 난민 위기로, 우고 차베스와 니콜라스 마두로 대통령 재임 기간 동안 볼리바르 혁명 이후 수백만 명의 베네수엘라 국민들이 본국에서 이주하는 현상을 말한다. 이 혁명은 차베스, 그리고 후에 마두로가 문화적 및 정치적 패권을 확립하려는 시도였고, 이는 베네수엘라 위기로 이어졌다. 결과적으로 발생한 난민 위기는 쿠바 망명자들, 시리아 내전 난민들, 그리고 유럽 이주민 위기의 영향을 받은 사람들에게 닥친 위기와 비교되었다. 볼리바르 정부는 어떠한 이주 위기도 부인하며, 유엔 등이 베네수엘라에 대한 외국 개입을 정당화하려 한다고 주장했다.
뉴스위크는 "볼리바르 디아스포라"를 "대규모 역전"이라고 묘사했는데, 여기서 역전은 20세기 베네수엘라의 높은 이민율을 의미한다. 처음에는 차베스 대통령 재임 기간 동안 상류층 베네수엘라 사람들과 학자들이 이주했지만, 나라의 상황이 악화되면서 중하층 베네수엘라 사람들이 떠나기 시작했다. 이는 교육을 받았거나 숙련된 이민자 수가 많아 국가에 영향을 미치는 두뇌 유출을 야기했다. 위기 동안 베네수엘라 사람들은 본국을 떠나고 싶은지에 대해 질문을 받았는데, 2015년 12월 설문조사 응답자의 30% 이상이 베네수엘라를 영구히 떠날 계획이라고 답했다. 다음 9월에는 그 비율이 거의 두 배로 늘어, Datincorp에 따르면 응답자의 57%가 나라를 떠나고 싶어 했다. 2019년 중반까지 1999년 혁명 시작 이후 4백만 명이 넘는 베네수엘라 사람들이 이민을 갔다.
유엔은 2019년 말까지 베네수엘라 위기 동안 기록된 이민자가 인구의 15%가 넘는 5백만 명을 초과할 것으로 예측했다. 2018년 말 브루킹스 연구소의 연구에 따르면, 2019년 말까지 이민자가 6백만 명(2017년 베네수엘라 인구의 약 20%)에 이를 것으로 예상되었고, Consultares 21의 2019년 중반 여론조사에 따르면 이 시점까지 약 6백만 명의 베네수엘라 사람들이 나라를 떠났을 것으로 추정되었다. 2020년으로 접어들면서 베네수엘라 이민자와 난민 수가 6백만 명을 넘어섰을 것으로 예상되었으며, 이는 당시 세계 최악의 인도적 재난으로 여겨졌던, 베네수엘라 위기 기록보다 수년 전에 시작된 시리아 내전 난민과 같은 수치이다. 2022년 10월까지 이민자 수는 국가 인구의 20%가 넘는 710만 명으로 증가했다.
노르웨이 난민 협의회, 브루킹스 연구소 그리고 베네수엘라 난민 위기 담당 아메리카 국가 기구 위원 다비드 스몰란스키는 이 위기가 현대사에서 가장 자금 부족에 시달리는 난민 위기 중 하나라고 추정했다.
유엔난민기구에 따르면, 마두로가 집권하고 차베스주의가 강화된 이후 770만 명이 넘는 베네수엘라 사람들이 본국을 떠났다. 2023년 5월부터 8월까지 39만 명의 베네수엘라 사람들이 저임금, 만연한 인플레이션, 공공 서비스 부족, 정치적 억압으로 특징지어지는 어려운 생활 환경에 대한 절망 때문에 나라를 떠났다. 그러나 R4V는 불법 체류 이민자들이 집계에 포함되지 않아 이 수치가 훨씬 높을 수 있다고 제안한다. 이 기구의 계산 방식은 각국의 망명 신청 및 난민 등록을 기반으로 하며, 이는 불법 체류자를 제외할 수 있다. 다가오는 대통령 선거에도 불구하고 베네수엘라 사람들의 희망은 희박하다. 많은 이들이 조작과 사기를 통해 마두로가 "재선"되어 인기가 없음에도 불구하고 6년 더 권력을 유지할 것을 우려한다. 이런 시나리오에서 이민은 가까운 미래 베네수엘라에서 계속될 수 있다.

## 역사
20세기 동안 "베네수엘라는 구세계의 억압과 불관용을 피해 온 이민자들의 피난처였다"고 뉴스위크는 보도했다. 1983년 유가 폭락 이후 이민은 낮은 비율로 시작되었지만, 특히 베네수엘라 대통령 우고 차베스가 이끈 볼리바르 혁명 이후 이민율, 특히 전문직 종사자들의 이탈이 크게 증가했다. 안드레스 벨로 가톨릭 대학교 경제사회연구소 소장 아니차 프레이테스는 차베스 대통령 재임 기간 동안 이민이 더욱 두드러졌으며, "개인 발전 전망과 개인 보안"을 주요 원인으로 꼽았다.

### 초기 이민

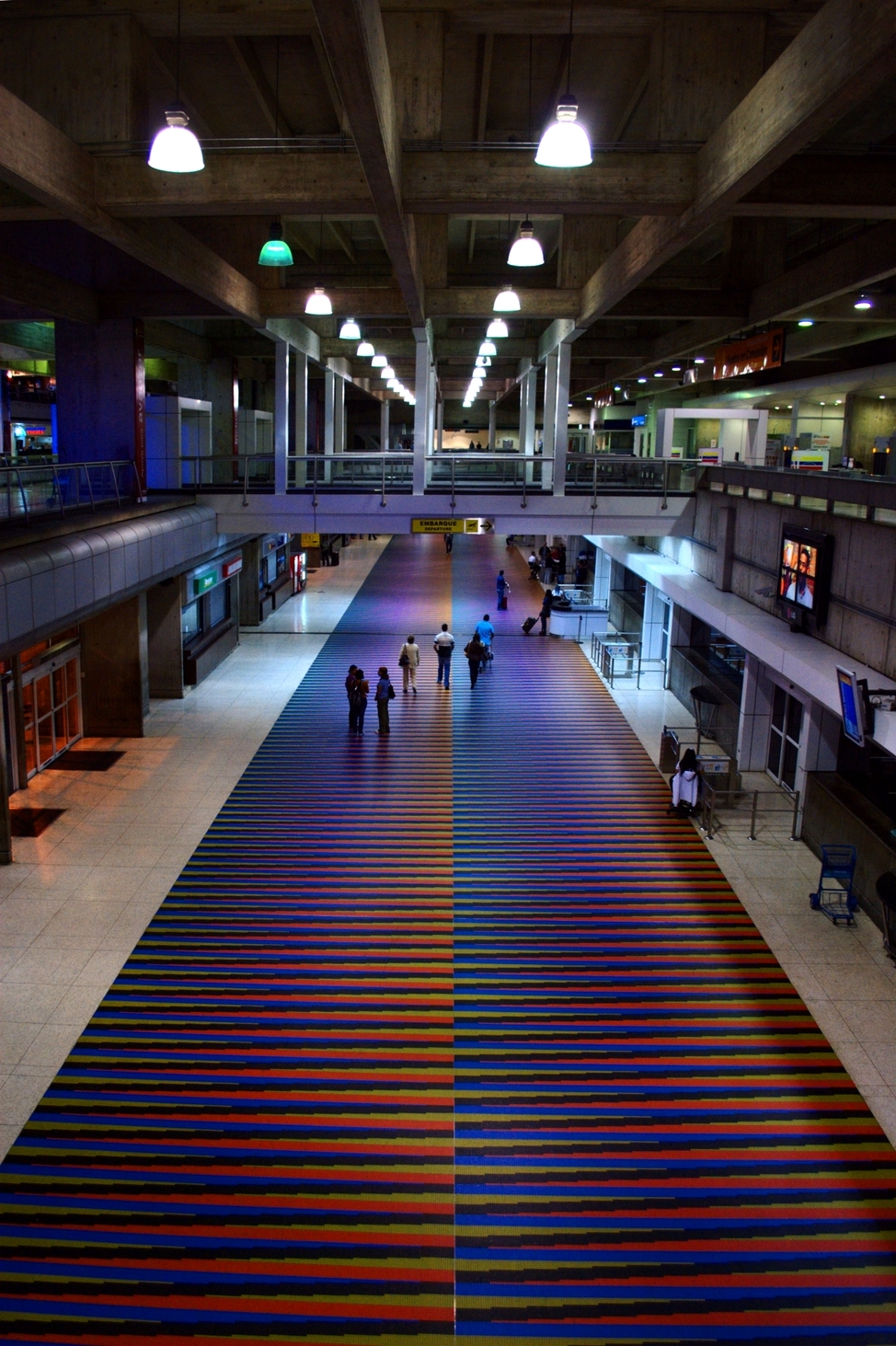
카를로스 크루스-디에스가 디자인한 마이케티아 국제공항의 타일을 배경으로 셀카를 찍는 베네수엘라 이민자들이 많다. 볼리바르 정부는 공항에 "셀카 찍어라"라는 문구가 적힌 타일 복제품을 설치했는데, 이는 이민자들을 조롱하는 것으로 비쳤다.

1998년 차베스가 처음 당선되었을 때, 1998년에서 1999년 사이에 미국에서 망명을 허가받은 베네수엘라 사람들의 수가 증가했다. 차베스의 빈곤층 지원 약속은 부유층과 중산층 베네수엘라 사람들에게 우려를 불러일으켰고, 이는 볼리바르 정부를 피해 떠나는 이민자들의 첫 물결을 촉발했다.
2002년 베네수엘라 쿠데타 시도와 2006년 차베스의 재선 이후에도 이민 물결이 이어졌다. 2009년에는 우고 차베스가 대통령이 된 지 10년 만에 백만 명이 넘는 베네수엘라 사람들이 이민을 갔을 것으로 추정되었다. 베네수엘라 중앙대학교 (UCV)에 따르면, 1999년에서 2014년 사이에 약 150만 명의 베네수엘라 사람들이 (전체 인구의 4~6%) 이민을 갔다.

### 베네수엘라 위기

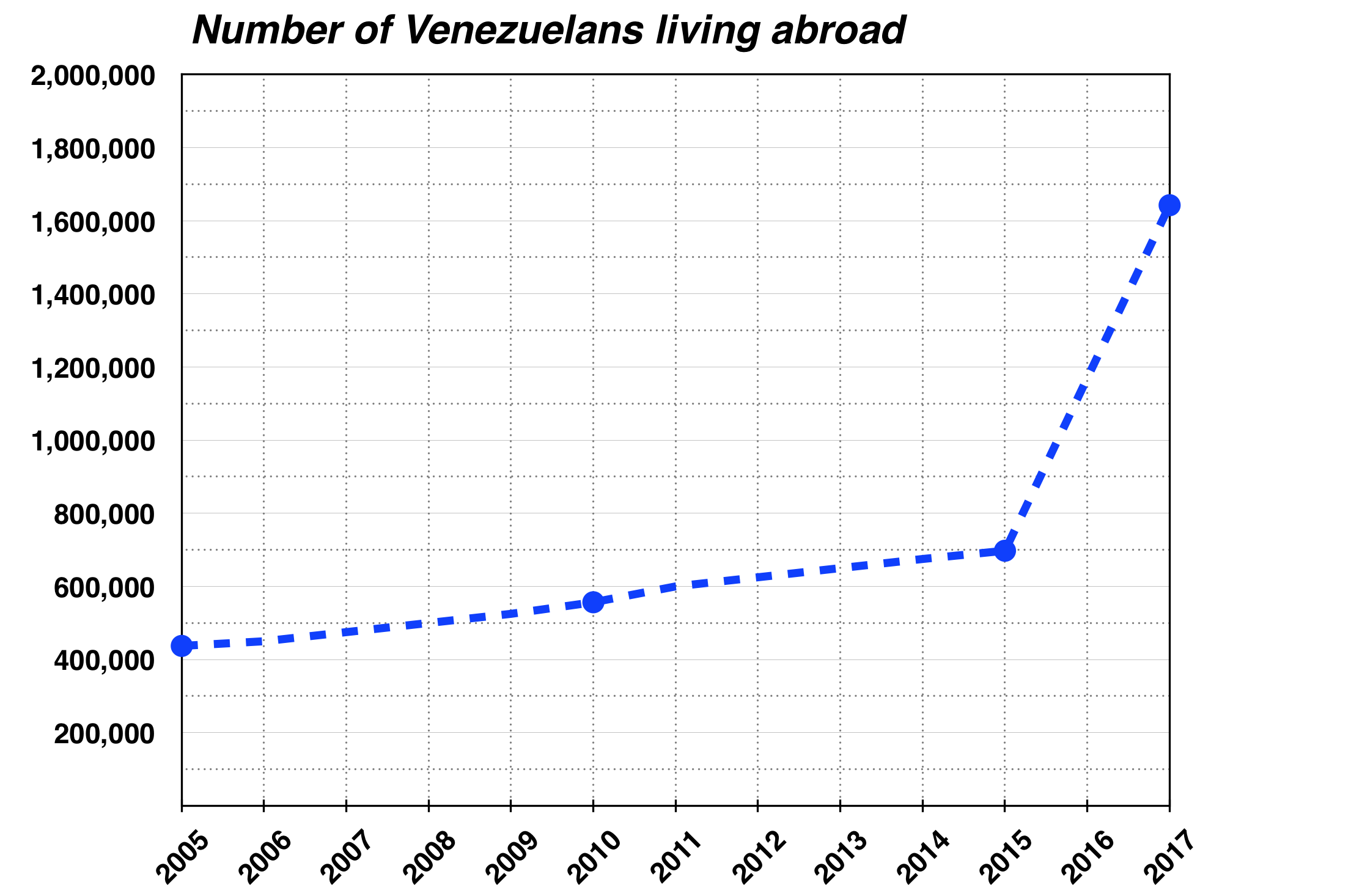
출처: 국제이주기구

학계와 재계 지도자들은 차베스 대통령 임기 마지막 해와 니콜라스 마두로 대통령 임기 동안 베네수엘라로부터의 이민이 크게 증가했다고 말했다. 시간이 지나면서 위기 동안 이민이 극적으로 증가했고, 차베스가 돕겠다고 약속했던 저소득 베네수엘라 사람들과 경제 위기로 굶주림을 겪는 사람들까지 포함하게 되었다. 베네수엘라 남성들은 처음에는 돈을 벌어 본국으로 송금하기 위해 아내, 자녀, 노인 친척들을 남겨두고 나라를 떠났다. 어머니와 자녀들은 송금이 일상적인 필요를 충족시키지 못하게 되면서 위기가 심화되자 가족을 찾아 베네수엘라를 떠났다.

#### 마두로 당선과 2014년 시위
2013년 마두로 당선 이후 2014년 시위가 격화되면서 베네수엘라로부터의 이민율은 더욱 증가했다. AP는 이 시기부터 베네수엘라 중산층이 이민을 시작했으며, 이는 물자 부족, 인플레이션, 사회 불안의 심화로 인한 위기 때문이라고 보도했다.
2012년에서 2015년 사이에 베네수엘라를 이민한 사람들의 수는 2,889% 증가했다. 2015년, PGA 그룹은 총 180만 명의 베네수엘라 사람들이 이민을 갔을 것으로 추정했다. 이듬해에는 15만 명 이상의 베네수엘라 사람들이 이민을 갔을 것으로 추정되었는데, 뉴욕 타임스가 "대탈출"이라고 언급한 이 디아스포라를 연구하는 학자들은 "10년 만에 가장 높은 수치"라고 보도했다.

#### 2017년 헌법 위기와 제헌의회 선거
2017년 헌법 위기 동안 콜롬비아는 베네수엘라 난민 증가에 대비했다. 콜롬비아 정부에 따르면, 2017년 상반기에 10만 명 이상의 베네수엘라 사람들이 콜롬비아로 이민을 갔다. 2017년 베네수엘라 제헌의회 선거를 앞두고 콜롬비아는 7월 25일 이전에 입국한 베네수엘라 시민들에게 특별 영주권을 부여했으며, 프로그램 시작 24시간 만에 22,000명 이상의 베네수엘라 사람들이 콜롬비아 영주권을 신청했다. 유엔난민기구는 라틴아메리카 전역의 수용 국가들이 2014년에서 2017년 사이에 백만 명 이상의 베네수엘라 사람들이 정착했다고 밝혔다. 정부간 국제이주기구 (IOM)는 비슷한 수치를 보였는데, 2015년에서 2017년 사이에 약 백만 명의 베네수엘라 사람들이 이민을 갔다고 밝혔으며, 다른 통계는 IOM의 수치가 보수적일 수 있음을 시사했다.

#### 2018년 마두로 재선
2018년 5월 마두로 대통령의 논란이 된 재선 이후에도 이민은 계속되었다. 베네수엘라 사람들은 마두로의 정책이 바뀌지 않을 것이고, 나라의 상황은 계속 악화될 것이라고 믿었다. 2018년 9월, 유엔난민고등판무관의 지역 대표는 공식적으로 이 위기를 시리아 내전으로 인한 이주민 및 난민 위기와 비교했다. UNHCR과 IOM은 2018년 11월에 볼리바르 혁명이 1999년에 시작된 이래 베네수엘라를 떠난 난민 수가 3백만 명, 즉 전체 인구의 약 10%에 달했다는 자료를 발표했다.

#### 2019년 대통령 위기
2019년으로 접어들면서 국회 의장 후안 과이도가 베네수엘라 임시 대통령으로 선언되면서 대통령 위기가 시작되었다. 2019년 4월 30일, 과이도는 마두로를 권좌에서 몰아내기 위한 군사 봉기를 시도했지만, 결국 실패했다. 베네수엘라 사람들이 큰 변화를 기대하지 않고 야당의 실수로 인해 이민이 다시 증가했다. 베네수엘라의 정치적 변화 가능성이 줄어들면서, 2019년 7월 베네수엘라 여론조사 기관 Consultares 21의 조사에 따르면 470만 명에서 6백만 명의 베네수엘라 사람들이 나라를 떠났을 것으로 추정되었다. 이 시점에서 베네수엘라 난민 위기는 시리아 내전 다음으로 세계에서 두 번째로 심각한 것으로 간주되었다. 2019년 말에는 마두로가 확고히 권력을 잡았고, 그에 대한 반대 의견은 좌절되어 비판자들이 나라를 떠나게 되었다.

#### 2024년 정치 위기
2024년 7월 28일 베네수엘라 대통령 선거 결과 발표 이후, 국내외적으로 정치 위기가 발생했다. 선거 이후 또 다른 난민 위기에 대한 우려가 제기되었다. 선거를 통해 변화를 기대했던 수백만 명의 사람들이 이미 많은 베네수엘라 이민자들을 수용하는 데 어려움을 겪는 국가들로 도피할 가능성이 높다. 이러한 대규모 이주는 미국 국경 위기를 악화시키고 라틴아메리카의 다른 국가들에 "파괴적인 영향"을 미칠 것이다.
마두로 행정부의 반대 의견 탄압에 이어 8월 8일부터 8월 11일까지 1,007명을 대상으로 실시된 메가날리시스 여론조사에 따르면, 베네수엘라 사람들의 40% 이상이 곧 나라를 떠날 의향이 있다고 밝혔다. 메가날리시스 결과는 60만 명의 베네수엘라 사람들이 9월 중순까지 이민을 가려 하고, 추가로 93만 명이 12월까지 이민을 희망하며, 이미 770만 명에 달하는 베네수엘라 디아스포라에 합류할 것임을 보여준다.

## 원인
부모님들은 "자식들을 공동묘지에서 만나는 것보다 공항에서 작별하는 것이 낫다"고 말할 것입니다.
엘 우니베르살은 UCV의 연구 "해외 베네수엘라 공동체: 새로운 망명 방식"에 따르면, 토마스 파에스, 메르세데스 비바스, 후안 라파엘 풀리도에 의해 볼리바르 디아스포라가 "경제와 사회 구조의 악화, 만연한 범죄, 불확실성, 가까운 미래에 리더십 변화에 대한 희망 부족"으로 인해 발생했다고 보도했다. 월스트리트 저널은 많은 "화이트칼라 베네수엘라 사람들이 높은 범죄율, 급증하는 인플레이션, 확장되는 국가주의 통제를 피해 나라를 떠났다"고 말했다. 현재 및 이전 베네수엘라 시민들을 대상으로 한 연구에 따르면, 나라를 떠나는 이유로는 자유 부족, 높은 불안감, 기회 부족 등이 있었다. 링크 컨설턴트의 오스카 에르난데스 이사는 이민의 원인에는 경제적 문제가 포함되지만, 불안감과 법적 불확실성이 주된 이유라고 말했다.

### 범죄와 불안감

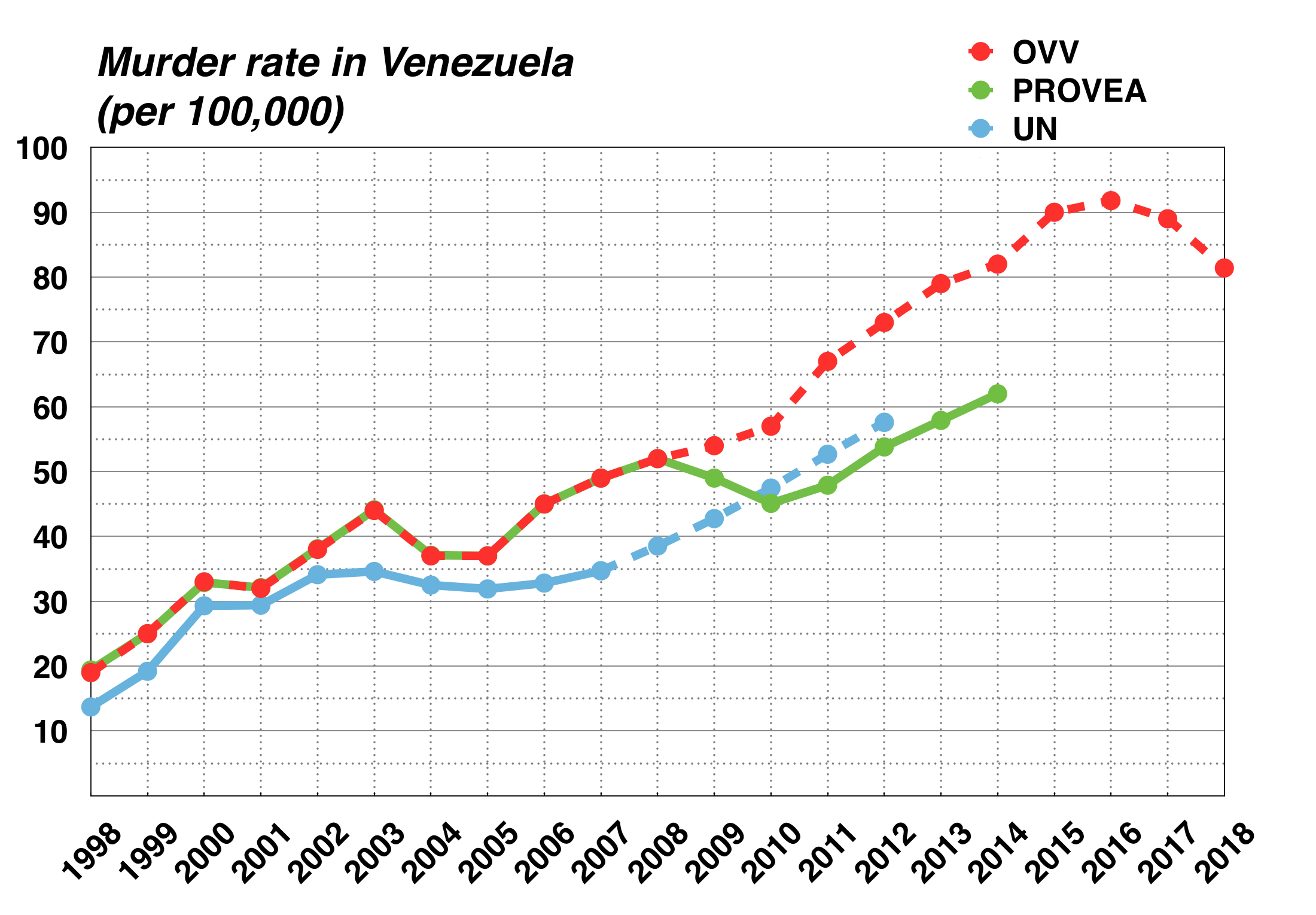
1998년에서 2018년까지의 살인율. 출처: OVV, PROVEA, UN
* UN 파선은 누락된 데이터에서 추정된 것이다.

베네수엘라의 범죄율은 이민의 주요 원인이다. 사회학자 토마스 파에스에 따르면, 베네수엘라의 부모와 조부모는 젊은이들에게 자신들의 안전을 위해 나라를 떠나도록 권장한다.
베네수엘라는 우고 차베스 치하에서 정치적 불안정과 폭력이 증가하면서 악화되었다. 가레스 A. 존스와 데니스 로저스가 쓴 "라틴 아메리카의 청소년 폭력: 갱단과 소년 사법의 관점"이라는 책에 따르면, 차베스 대통령 취임과 함께 온 정권 변화는 정치적 갈등을 야기했으며, 이는 "폭력 사망자 수와 비율의 추가 증가"로 특징지어졌다. 로베르토 브리세뇨-레온은 볼리바르 혁명이 "이전 존재했던 것, 즉 사회의 현상 유지"를 파괴하려 시도했으며, 그 결과 불안정이 증가했다고 동의했다. 그는 또한 정부가 폭력과 범죄를 빈곤과 불평등에 귀인시키고, 베네수엘라 살인율이 증가함에도 불구하고 둘 다 감소시켰다고 자랑함으로써 이러한 사회 문제를 심화시켰다고 믿는다. 차베스 대통령 임기 이후 살인율 증가는 전문가들이 베네수엘라 당국의 부패, 부실한 총기 통제, 그리고 부실한 사법 시스템에 귀인하고 있다. 살인율은 1999년 (차베스 당선 당시) 10만 명당 25명에서 2014년 10만 명당 82명으로 증가했다.
2018년에는 10만 명당 약 81.4명의 사망자가 발생한 것으로 추정되는데, 이는 라틴아메리카에서 가장 높은 수치이다. WHO 기준에 따르면, 이는 88%의 지방에서 폭력이 유행병 수준임을 의미한다. 또한 베네수엘라가 이 지역에서 가장 높은 납치율을 보이며, 납치가 차베스 대통령 임기 초부터 2011년까지 20배 이상 증가했다는 추정치도 있다. 또한 특수행동부대 (FAES)라는 정부군이 보안 작전을 명목으로 처형을 감행하는 초법적 처형이 증가했다. 2018년에 보고된 23,000건의 폭력 사망 중 7,500건 이상이 당국에 대한 저항으로 인해 발생했다. 2019년 1월부터 5월까지는 2,100건의 그러한 사망이 보고되었다.
베네수엘라의 살인율은 2017년에서 2020년 사이에 크게 감소했다. 2018년 베네수엘라 폭력 관측소 (OVV)에 따르면, 세계에서 가장 높다고 묘사되던 베네수엘라의 살인율은 10만 명당 81.4명으로 감소하기 시작했는데, 이는 당시 수백만 명의 베네수엘라 사람들이 나라를 떠났기 때문이라고 이 조직은 밝혔다. 2019년에는 살인율이 60.3명으로 더욱 감소했다.

### 경제

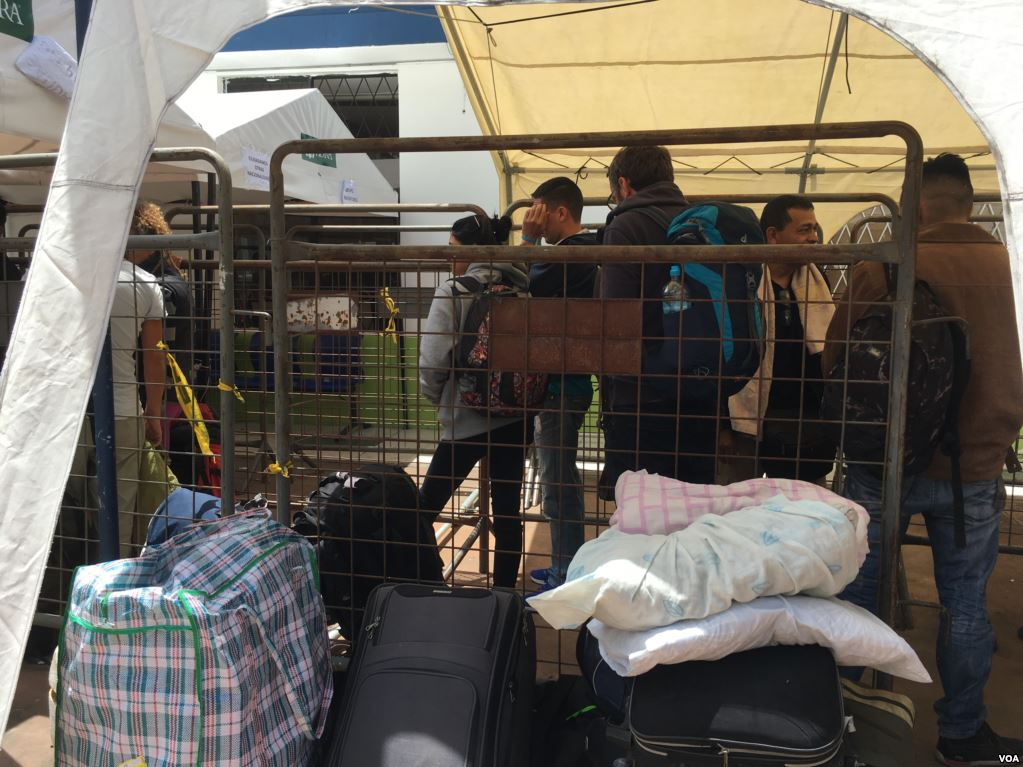
2022년 에콰도르에서 뉴욕으로 가는 긴 여정을 준비하기 위해 처리되는 베네수엘라 이민자들

베네수엘라의 대규모 이민을 이끄는 주요 요인 중 하나는 국가의 악화되는 경제 상황이다. 최근 경제사에서 가장 심각한 것으로 알려진 베네수엘라 경제 위기는 2014년 국제 유가 하락과 정부의 부적절한 대응으로 크게 악화되어 결국 2017년 경기 침체로 이어졌으며, 이는 서반구 최근 역사상 최악의 경기 침체 중 하나이다.
많은 사업가들이 볼리바르 혁명 이후 성장하는 경제를 가진 국가들로 이민을 갔다. 베네수엘라가 겪고 있는 경제 위기는 소련의 붕괴 이후의 사건들보다 심각하다. 우고 차베스가 2003년 자본도피를 막기 위해 엄격한 통화 통제를 가한 이후, 일련의 통화 평가절하가 베네수엘라 경제를 교란했다. 물가통제와 기타 정부 정책으로 인해 베네수엘라에서 심각한 물자 부족이 발생했다. 물자 부족의 결과로, 베네수엘라 사람들은 식량을 찾아 헤매고 (가끔 야생 과일이나 쓰레기를 먹기도 한다), 몇 시간 동안 줄을 서서 기다리며, 일부 제품 없이는 생활해야 한다.
2018년 갤럽 분석에 따르면, "정부 결정은 계속 악화되는 도미노 효과의 위기로 이어져, 주민들이 음식과 주택과 같은 기본적인 필수품을 감당할 수 없게 만들었다"며, 베네수엘라 사람들은 "다른 곳에서 더 나은 삶을 찾을 수 있다고 믿는다"고 밝혔다.
현재 베네수엘라 경제는 스태그플레이션, 평가절하, 주택 위기, 악화된 대외부채, GDP 35% 이상 감소를 계속 겪고 있다. 국제통화기금 (IMF)에 따르면, 베네수엘라 경제는 2013년에서 2018년 사이에 45% 위축되었다. 베네수엘라의 인플레이션율은 2015년까지 100%를 넘어섰는데, 이는 세계 최고이자 국가 역사상 최고 수치였다. 2018년 말까지 이 비율은 135만%로 치솟았다. 연간 인플레이션율은 여전히 높지만, 2018년 이후 둔화되어 2023년에는 190%를 기록했다.

#### 건강 및 의료 접근성
베네수엘라의 경제 및 정치 상황은 빈곤 수준과 식량 및 의약품을 포함한 자원 부족을 증가시켰고, 이는 베네수엘라 사람들의 건강과 복지에 큰 영향을 미쳤다. 2018년에는 인구의 약 90%가 빈곤 상태에 살고 있는 것으로 추정되었다. 영양 건강과 관련하여, 2017년 베네수엘라 사람들은 평균 11kg의 체중 감소를 겪었고, 인구의 60%는 식량에 접근하는 데 필요한 자원이 충분하지 않다고 보고했다. 국내에 남아 있는 베네수엘라 사람들은 식량 품목에 거의 접근할 수 없었으며, 2018년 식품부는 기본 식량 바구니 품목의 84%가 슈퍼마켓에서 구할 수 없다고 보고했다. 식량 생산도 2014년에서 2018년 사이에 60% 감소했으며, 농업 부문은 차베스 및 마두로 행정부 모두에 의해 약화되었고, 식량 수입은 2014년에서 2016년 사이에 70% 감소했다.
게다가 국가의 전반적인 분열은 보건 서비스 제공을 감소시키고 보건 부문을 악화시켰다. 이러한 낮은 자원과 빈곤한 환경은 홍역, 디프테리아, 결핵, 말라리아와 같은 질병의 증가에 완벽한 온상이 되었다. 의약품 수입은 2012년에서 2016년 사이에 70% 감소했으며, 56개 제약 회사 중 15개만이 여전히 기능하고 있고, 2016년 이후 150개 이상의 약국이 문을 닫았다. 2018년 말에는 필수 의약품의 85%가 부족하다고 선언되었으며, 유엔에 따르면 30만 명이 1년 이상 필수 의약품에 접근하지 못하여 위험에 처해 있다. 정부는 2015년에 국가 수준의 건강 지표에 대한 데이터 발표를 중단했지만, 상황은 심각한 것으로 여겨진다.

### 정치적 억압

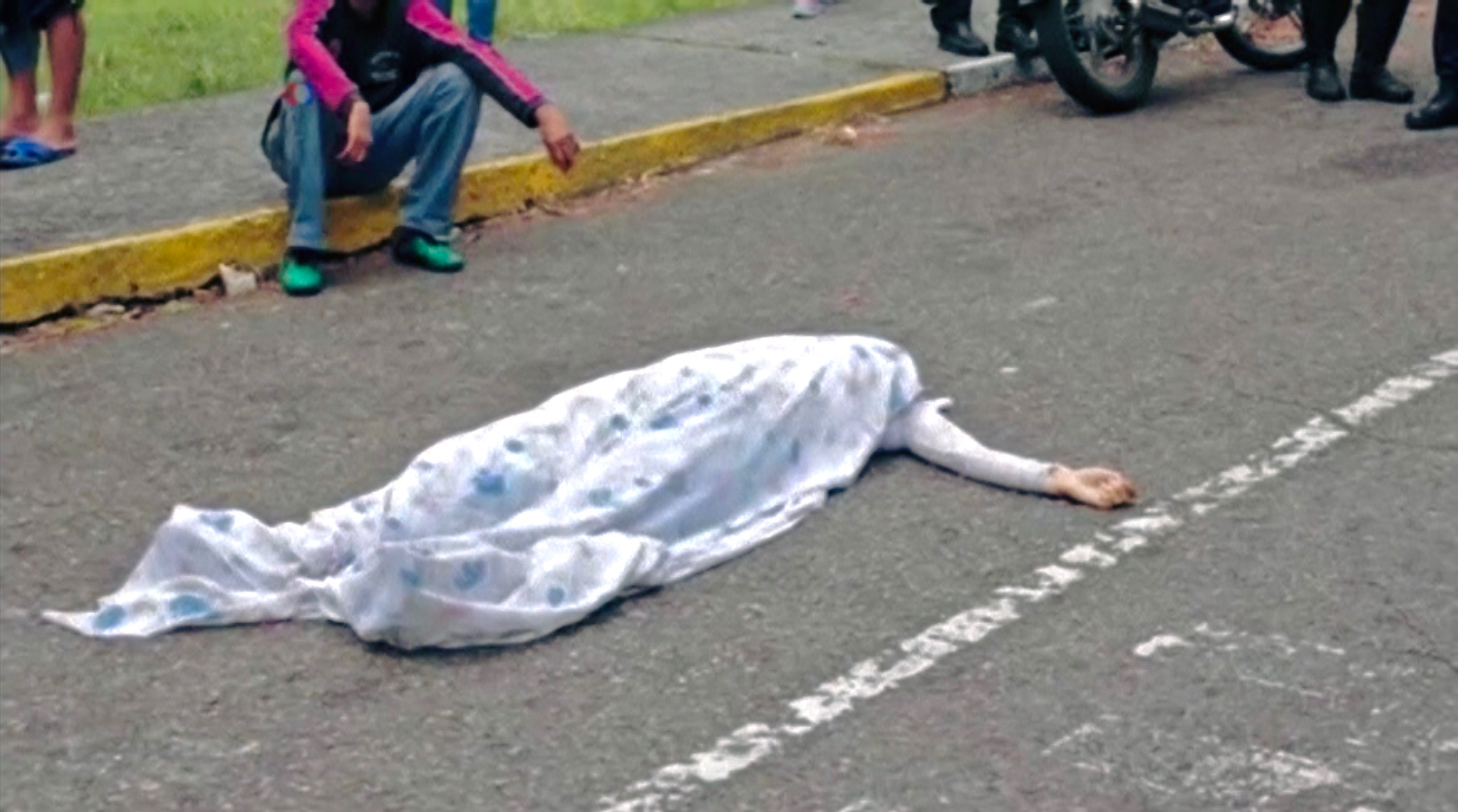
2017년 베네수엘라 시위 중 모든 행진의 어머니에서 콜렉티보에 의해 살해된 여성 시위자의 시신

"해외 베네수엘라 공동체: 새로운 망명 방식" 연구에 따르면, 볼리바르 정부는 "이 디아스포라가 국가에 미치는 피해에 대해 깊이 생각하는 대신, 혁명에 동의하지 않는 사람들에게 떠나라고 더 촉구할 것"이라고 밝혔다. 뉴스위크는 차베스가 자신의 운동에 속하지 않은 "어떤 사람에게도 강하게 압박"하여 과학, 기업, 언론 전문가들의 대규모 이민을 초래했다고 보도했다.
2014년에는 최대 9,000명의 베네수엘라 망명자들이 미국에 살았으며, 유럽 연합에서도 망명자 수가 증가했다. 플로리다 고문 생존자 센터는 2015년에 지난해 이후 지원한 대부분의 사람들이 베네수엘라 이민자들이었으며, 이 단체는 수십 명의 개인과 그 가족을 위해 정신과 의사, 사회 복지사, 통역사, 변호사, 의사를 제공했다고 보고했다.

## 영향

### 교육
많은 베네수엘라 이민자들은 교육받은 전문직 종사자들이다. 시몬 볼리바르 대학교 (USB)의 이반 데 라 베가는 2015년 조건에서 60~80%의 베네수엘라 학생들이 나라를 떠나 돌아오지 않겠다고 말했다. 초중등학교 학생들도 영향을 받았으며, 학교에서 아이들이 배고픔으로 기절했다는 언론 보도도 있었다. 베네수엘라 국경 지역에서는 학교 중도 탈락률이 80%에 달한다.

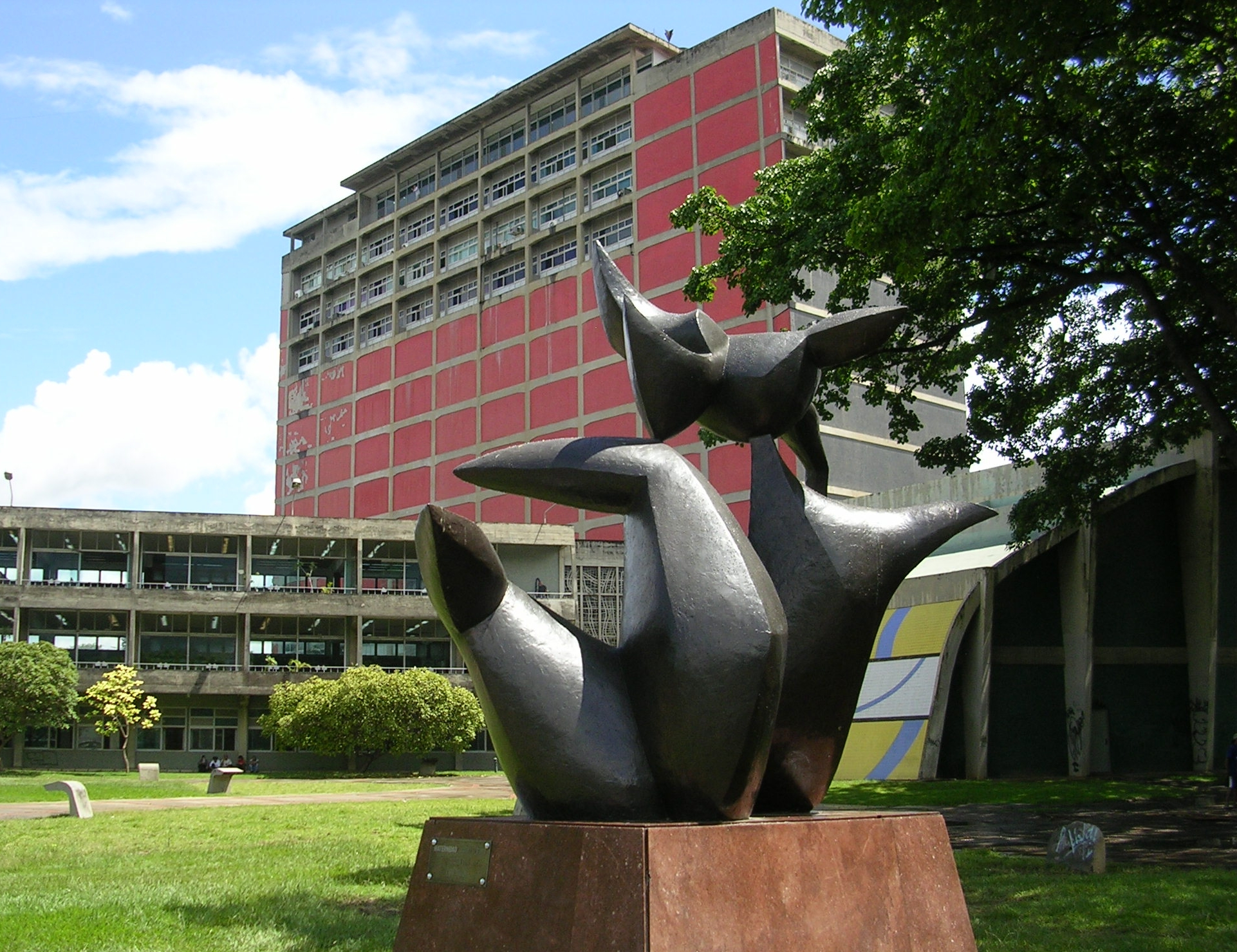
베네수엘라에서 가장 저명한 대학교인 베네수엘라 중앙대학교는 많은 교육자들을 잃었다.

이반 데 라 베가가 2014년에 작성한 보고서에 따르면, 차베스 대통령 재임 기간 동안 약 100만 명의 베네수엘라 사람들이 이민을 갔지만 학계 종사자 수는 알려지지 않았다. UCV는 2011년에서 2015년 사이에 4,000명의 교수 중 700명 이상을 잃었다. USB는 2009년에서 2014년 사이에 약 240명의 교수를 잃었고, 2015년에서 2017년 사이에 추가로 430명의 교직원이 떠났다.
교육 전문가들의 이민의 주요 원인으로는 베네수엘라의 범죄율과 낮은 정부 급여가 포함된다. 베네수엘라 물리, 수학, 자연 과학 아카데미의 클라우디오 비파노 회장에 따르면, 우고 차베스 대통령 재임 기간 동안 베네수엘라의 "기술 및 과학 역량의 대부분은 반세기 동안 구축되었던 것"이 손실되었다. 국가 GDP의 2%가 과학 기술에 투자되었음에도 불구하고, 국제 학술지에 발표되는 논문 수는 2008년에서 2012년 사이에 약 1,600편에서 1,000편으로 감소했다 (1997년에는 기술 예산이 GDP의 0.3%였는데도 1,000편이었다).
문화 연구 및 교육 센터의 마리아노 에레라 소장은 2014년에 수학 및 과학 교사 부족이 약 40%에 달한다고 추정했다. 베네수엘라 정부는 시몬 로드리게스 미크로미션을 만들어 교육 전문가의 졸업 요건을 2년으로 단축하여 교사 부족을 완화하려 시도했다. 2018년 1월부터 3월까지 USB의 120개 직위 중 102개가 공석으로 남아 있었다.
해외 베네수엘라 공동체: 새로운 망명 방식 연구에 따르면, 150만 명 이상의 베네수엘라 이민자 중 90% 이상이 대학 졸업자였다. 40%는 석사 학위를, 12%는 박사 학위 또는 박사후 학위를 가지고 있었다. 이 연구는 해외에서 검증된 공식 데이터와 이민을 결정한 베네수엘라 사람들의 설문 조사를 활용했다.

### 경제
사업가들은 정부의 물가통제와 부정부패, 물자 부족, 외환 통제 때문에 베네수엘라를 떠났다. 회계사와 행정가들은 아르헨티나, 칠레, 멕시코, 페루, 미국 등 경제 성장을 겪고 있는 국가로 떠났다. 라틴아메리카 경제 시스템 연구에 따르면, 1990년에서 2007년 사이에 베네수엘라에서 OECD 국가로 이주한 25세 이상 고숙련 노동자의 수는 216% 증가했다.
약 2만 명의 PDVSA (페트롤레오스 데 베네수엘라) 직원 중 약 75%가 다른 나라로 일자리를 찾아 이민을 간 것으로 추정된다. 전직 석유 엔지니어들은 북해의 석유 시추 시설과 서부 캐나다의 오일 샌드에서 일하기 시작했다. 앨버타에 거주하는 베네수엘라 사람들의 수는 2001년 465명에서 2011년 3,860명으로 증가했다. 전직 PDVSA 직원들은 이웃 국가 콜롬비아의 더 성공적인 석유 산업에도 합류했다. 엘 우니베르살에 따르면, "수천 명의 석유 엔지니어와 기술자들, 즉 (학위보다 더 중요한) 석유 산업 훈련과 전문 지식의 수십만 인력 시간" 그리고 PDVSA의 전직 임원 대부분이 해외에서 일하고 있다. PDVSA의 대탈출 이후, 베네수엘라의 석유 생산은 감소했고 업무 관련 부상이 증가했다.
2019년까지 5만 명 이상의 엔지니어와 건축가가 지난 6년 동안 베네수엘라를 떠났으며, 일부 베네수엘라 노동력은 중국인 등 외국인 노동자로 대체되었다.

### 미디어 및 예술
배우, 프로듀서, TV 진행자, 뉴스 앵커, 언론인들이 베네수엘라 정부에 의한 언론사 폐쇄 또는 정부 지지자들에 의한 인수 후 콜롬비아, 플로리다, 스페인으로 떠났다고 보도되었다. 음악가들은 자신들의 음악 스타일에 개방적인 곳으로 이민을 갔다.

### 의료

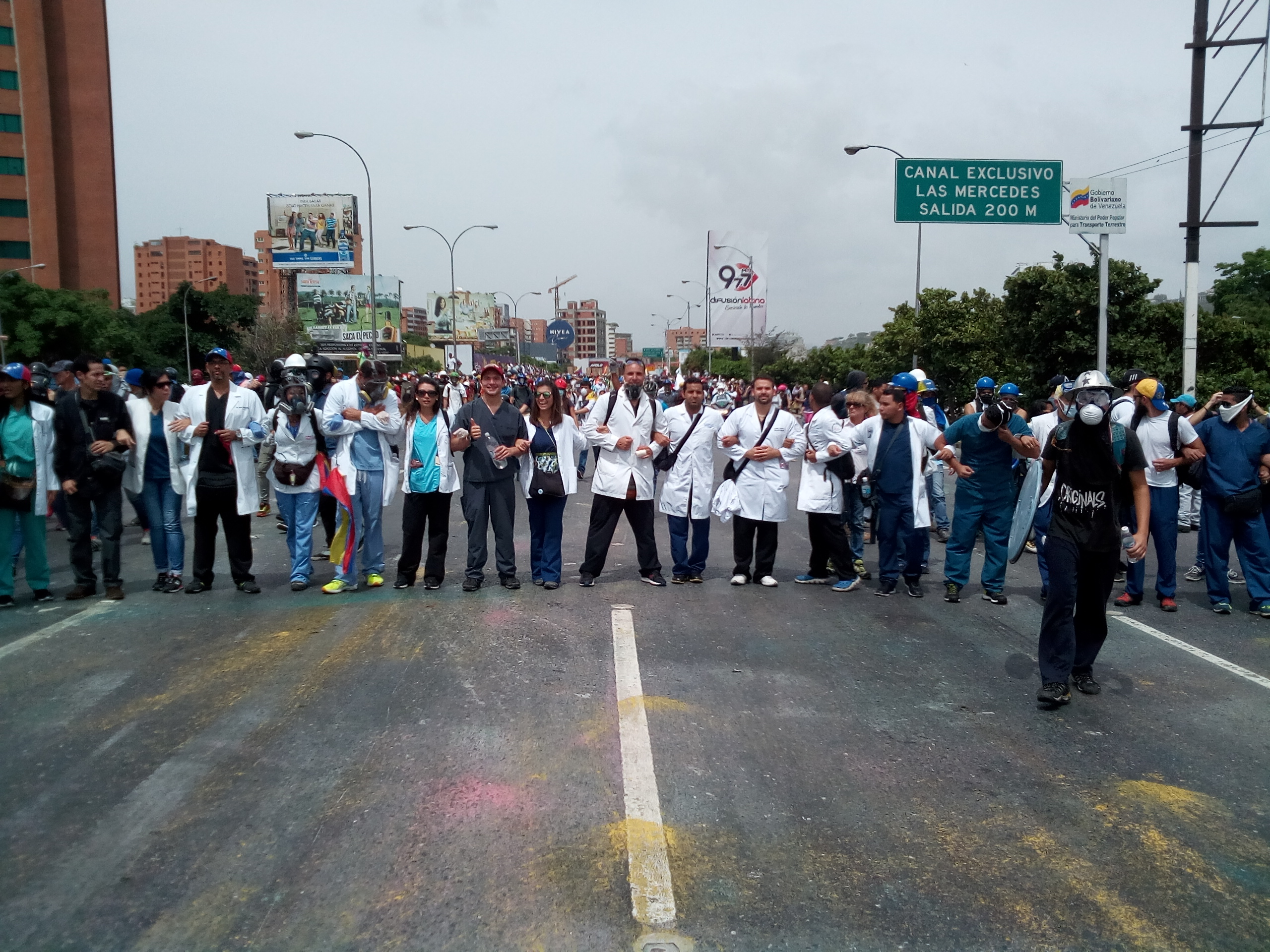
2017년 카라카스에서 시위하는 베네수엘라 의사들

의사와 의료진, 특히 민간 시설의 의료진은 베네수엘라 정부가 전통적인 6년제 프로그램에 반대하고 쿠바의 "지역 의료 의사" 훈련을 지지하면서 낮은 급여와 인정 부족으로 인해 이민을 갔다. 정부는 의료진 훈련을 위한 시설과 자금 접근을 제한하여 전국적으로 의료 프로그램이 폐쇄되었다고 보도되었다.
베네수엘라 의학 협회 회장 더글라스 레온 나테라는 2015년 4월에 13,000명 이상의 의사 (전체 의사 수의 50% 이상)가 이민을 갔다고 말했다. 나테라에 따르면, 그 결과로 인한 의사 부족은 공공 및 민간 병원 모두에 영향을 미쳤다. 2018년 3월 (22,000명의 의사가 베네수엘라를 떠난 후), 많은 의사들의 월급은 USD$10 미만이었다.
라틴아메리카 국가에서는 베네수엘라 의사들의 의료 자격이 일반적으로 인정된다. 그러나 미국에서는 베네수엘라 의사들의 기회가 제한되어 있어, 종종 의료 보조원으로 일하거나 비의료 분야에서 일하게 된다.

## 통계

### 이민자 수
| 아메리카 대륙의 베네수엘라 이민 (누적) | 아메리카 대륙의 베네수엘라 이민 (누적) | 아메리카 대륙의 베네수엘라 이민 (누적) |
| 국가                                   | 2021년 1월                             | 2022년 11월                            |
| -------------------------------------- | -------------------------------------- | -------------------------------------- |
| 콜롬비아                               | 1 771 501                              | 2 477 588                              |
| 페루                                   | 1 043 460                              | 1 490 673                              |
| 에콰도르                               | 432 345                                | 508 935                                |
| 미국                                   | 505 647                                | 505 647                                |
| 칠레                                   | 457 324                                | 448 138                                |
| 브라질                                 | 262 475                                | 388 120                                |
| 스페인                                 | 189 110                                | 278 159                                |
| 아르헨티나                             | 179 203                                | 171 050                                |
| 파나마                                 | 121 198                                | 144 902                                |
| 도미니카 공화국                        | 114 050                                | 115 283                                |
| 멕시코                                 | 101 648                                | 87 152                                 |
| 트리니다드 토바고                      | 24 169                                 | 35 314                                 |
| 코스타리카                             | 29 820                                 | 29 906                                 |
| 우루과이                               | 14 926                                 | 23 390                                 |
| 가이아나                               | 23 310                                 | 24 540                                 |
| 아루바                                 | 17 000                                 | 17 000                                 |
| 퀴라소                                 | 14 000                                 | 14 000                                 |
| 볼리비아                               | 5 822                                  | 13 776                                 |
| 파라과이                               | 4 934                                  | 6 107                                  |
| 총계                                   | 5,311,942                              | 6,779,680                              |

이민자들의 평균 연령은 32세이다. 해외에 가족이 있다고 응답한 베네수엘라 사람들의 비율은 2004년 10%에서 2014년 거의 30%로 증가했다. 2014년에는 약 10%가 현재 이민을 준비 중이라고 답했다. 유엔난민고등판무관에 따르면, "2003년에서 2004년 사이에 (베네수엘라) 난민 수는 598명에서 1,256명으로 두 배 증가했으며, 2004년에서 2009년 사이에는 베네수엘라 난민 수가 5배 증가하여 6,221명에 달했다. 이 날짜까지 1,580명의 베네수엘라 난민 신청자도 기록되었다."
Consultores 21의 2017년 말 설문조사에 따르면, 4백만 명 이상의 베네수엘라 사람들이 볼리바르 혁명으로 인해 나라를 떠났으며, 젊은 성인 (대부분 전문직 종사자)의 51%가 이민을 원한다고 말했다. 2018년에는 백만 명 이상의 베네수엘라 사람들이 이민 계획을 가지고 있는 것으로 추정되었다. 이민자들은 주로 18세에서 35세 사이의 전문직 종사자들로 구성된다.

### 이민자 특성
이민자들의 특성은 취약성과 이주 패턴을 주도하고 영향을 미친다. 2018년 국제이주기구(IOM)가 브라질, 콜롬비아, 페루의 베네수엘라 이민자들을 대상으로 실시한 설문조사에 따르면, 브라질 응답자들의 평균 연령은 32세였고, 콜롬비아와 페루 응답자들은 평균 연령이 30세였다. 남성은 조사 대상 인구의 58%를 차지했으며, 콜롬비아에서 조사된 여성의 5%, 브라질에서 3%, 페루에서 1%가 임신 중이었다. 브라질 응답자의 31%, 콜롬비아 응답자의 39%가 합법적인 이주 신분이 없다고 보고했으며, 브라질 응답자의 41%, 콜롬비아 응답자의 37%, 페루 응답자의 31%가 혼자 여행하고 있었다. 2019년 중앙아메리카 및 카리브해 지역으로 이주하는 이민자들의 취약성 연구에서 IOM은 연구 대상 응답자의 4%가 임신한 여성이었으며, 여성의 32%가 차별을 겪었다고 답했고 이 중 5%가 임신 중이었다고 밝혔다. 여성의 58%가 의료 접근성 부족을 보고했으며 남성의 57%가 그랬다. 응답자의 65%는 혼자 여행했으며 35%는 그룹으로 여행했다.

### 콜롬비아 인구

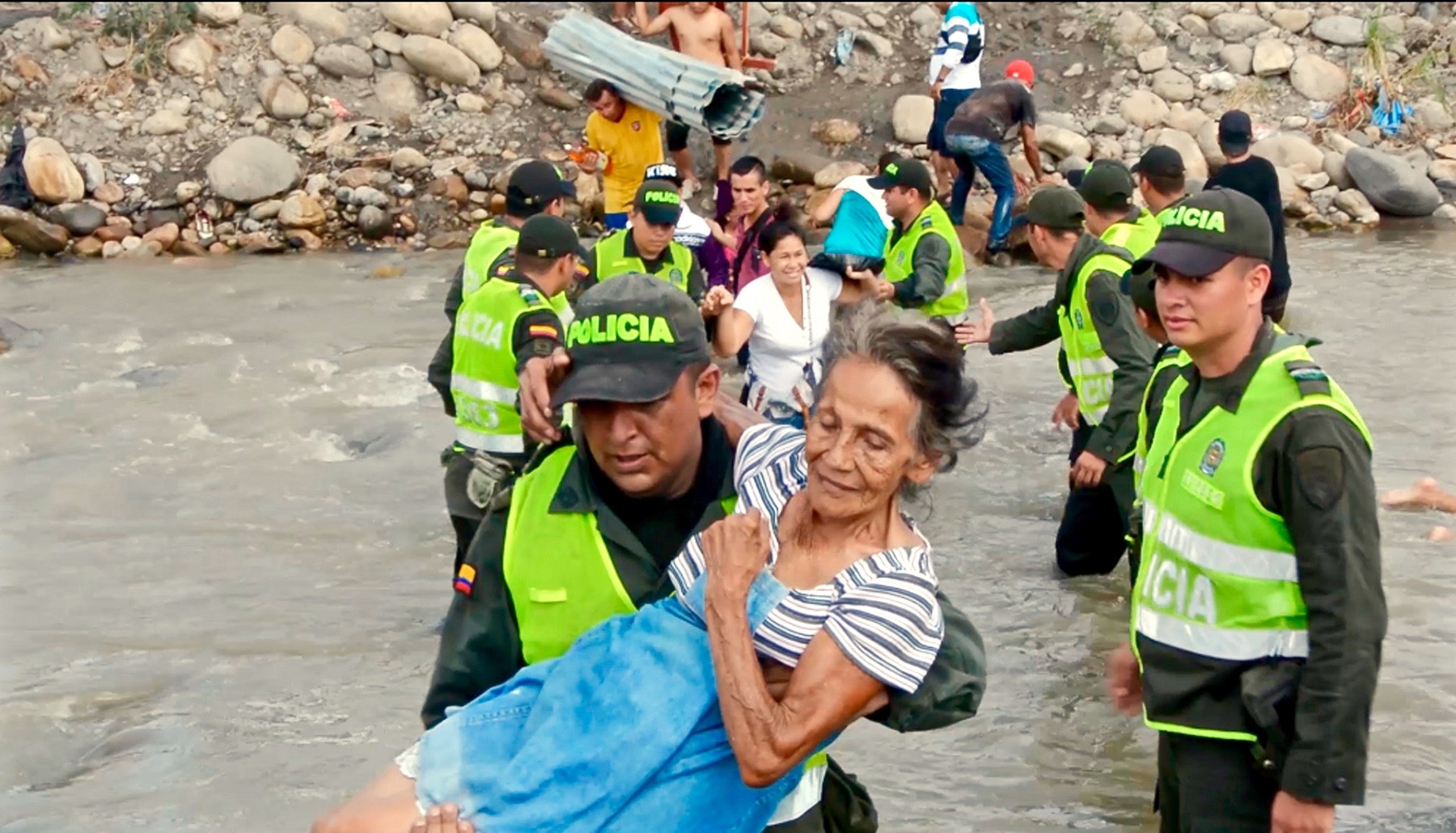
콜롬비아 국가경찰 장교가 타치라 강을 건너 콜롬비아로 노인을 안고 가는 모습

안데스 대학교의 사회학자 라켈 알바레스에 따르면, 1990년대 베네수엘라로 이주한 이민자의 77%는 콜롬비아 출신이었다. 2010년대 초에는 콜롬비아 이민자들이 베네수엘라의 경제 붕괴와 정부 및 지지자들의 차별에 실망했다. 2015년 이전 수년 동안 수만 명에서 20만 명의 콜롬비아 사람들이 베네수엘라를 떠났다. 콜롬비아 외무부는 2014년 3월에서 2015년 3월 사이에 콜롬비아 비자가 150% 증가했으며, 2015년 1분기에 콜롬비아-베네수엘라 이민자들의 송환 지원이 기록적인 수치에 도달했다고 보고했다. 콜롬비아 유엔 난민 기구 부국장 마틴 고트발트는 베네수엘라로 피신했던 20만 5천 명의 콜롬비아 난민 중 상당수가 콜롬비아로 돌아올 수 있다고 말했다. 송환되는 콜롬비아 사람들의 수는 실업률과 공공 서비스에 미치는 영향 때문에 콜롬비아 정부의 우려를 샀다.
2016년 7월, 베네수엘라의 부족 사태로 인해 20만 명 이상의 베네수엘라 사람들이 상품을 구매하기 위해 콜롬비아로 들어왔다. 2016년 8월 12일, 베네수엘라 정부는 공식적으로 국경을 재개했으며, 수천 명의 베네수엘라 사람들이 전국적인 위기를 피해 다시 콜롬비아로 들어왔다. 콜롬비아의 석유 산업은 숙련된 베네수엘라 이민자들로부터 혜택을 받았지만, 이 나라는 2016년 후반에 미승인 이민자들을 추방하기 시작했다.
콜롬비아 정부에 따르면, 2017년 상반기에 10만 명 이상의 베네수엘라 사람들이 콜롬비아로 이민을 갔다. 2017년 베네수엘라 제헌의회 선거를 앞두고 콜롬비아는 7월 25일 이전에 입국한 베네수엘라 시민들에게 특별 영주권을 부여했으며, 프로그램 시작 24시간 만에 22,000명 이상의 베네수엘라 사람들이 영주권을 신청했다. 2017년 11월 말까지 66만 명 이상의 베네수엘라 사람들이 콜롬비아에 있었는데, 이는 6월의 두 배에 달하는 수치였다. 2018년 말에는 콜롬비아에 120만 명 이상의 베네수엘라 사람들이 있었다. 2018년 4월부터 6월 사이에 콜롬비아는 RAMV라는 등록 절차를 통해 불법 체류 중인 44만 2천 명 이상의 베네수엘라 사람들을 등록했다. 2020년 1월부터 콜롬비아 정부는 콜롬비아에 거주하는 수십만 명의 베네수엘라 이민자들에게 취업 허가를 제공하여 공식 경제에 통합되도록 허용할 것이라고 발표했다. 난민 유입은 일부 콜롬비아 사람들의 제노포비아를 증가시켰는데, 이들은 난민들이 범죄, 실업, COVID-19 확산의 원인이라고 비난한다. 2020년 12월, 당시 콜롬비아 대통령 두케는 난민 단체들의 우려에도 불구하고 불법 체류 베네수엘라 이민자들에게 코로나바이러스 백신을 접종하지 않을 것이라고 발표했다.
2021년 2월, 콜롬비아 정부는 국내 불법 체류 베네수엘라 이민자들을 합법화하여 10년 거주 허가증을 받을 수 있도록 할 것이라고 발표했다.

#### 코스타리카
2015년 200명에 불과했던 코스타리카의 베네수엘라 망명 신청자 수는 2016년 1,423명으로 증가했고, 2017년에는 2,600명으로 늘어났다. 이는 코스타리카와 파나마 정부가 양자 정상회담에서 공동으로 논의한 주제였다. 2017년 코스타리카의 전체 난민 신청 6,337건 중 50%가 베네수엘라 사람들로부터였다.

#### 칠레
2015년에서 2017년 사이에 칠레로의 베네수엘라 이민은 1,388% 증가했다. 2016년에는 안정적인 경제와 간소한 이민 정책 때문에 베네수엘라 사람들이 칠레로 이민을 갔다. 칠레 외국인 및 이민부 (Chilean Department for Foreigners and Migration)에 따르면, 베네수엘라 사람들을 위한 칠레 비자 발급 수는 2011년 758건에서 2016년 8,381건으로 증가했으며, 이 중 90%는 20세에서 35세 사이 베네수엘라 사람들을 위한 취업 비자였다. 항공을 통한 국제 여행은 베네수엘라 볼리바르 가치 때문에 특히 어려웠으므로, 많은 베네수엘라 사람들이 칠레에 도착하기 위해 위험한 육로를 통해 여행해야 했다. 도착 후, 그들은 새로운 삶을 시작해야 했다. 칠레 가톨릭 이민 연구소의 델리오 쿠비데스 사무총장에 따르면, 대부분의 베네수엘라 이민자들은 "회계사, 엔지니어, 교사 등 매우 교육을 잘 받은 사람들"이지만 비자 요건을 충족하고 국내에 머물기 위해 저임금 일자리를 받아들였다.
칠레 국립 통계청의 2021년 보고서에 따르면, 2020년 12월까지 약 448,800명의 베네수엘라 사람들이 칠레에 거주하며, 이는 칠레 이민자 인구의 30.7%를 차지한다. 이는 288,940명의 베네수엘라 사람들이 칠레에 거주했던 2018년에 비해 34% 증가한 수치이다.

#### 에콰도르
2021년 현재 에콰도르는 콜롬비아와 페루에 이어 서반구에서 세 번째로 많은 베네수엘라 이민자를 수용한 국가였다. 에콰도르는 이민자들에게 진보적이고 비교적 환영하는 정책을 펼쳤던 역사가 있지만, 새로운 베네수엘라 인구에 대한 반응은 엇갈렸으며, 당시 에콰도르의 대통령 레닌 모레노는 입국하는 베네수엘라 사람들에게 충족하기 어려운 비자 및 기타 서류 요건을 부과했다. 에콰도르의 베네수엘라 사람들은 비교적 잘 조직되어 인도적 단체를 결성하고 언론과 소통하며 에콰도르 사람들의 이 인구에 대한 인식을 형성하려 노력했다. 당시 에콰도르의 대통령 당선인 기예르모 라소는 취임 후 40만 명 이상의 베네수엘라 거주자들의 체류 상황을 합법화할 것이라고 예상했다.

#### 멕시코

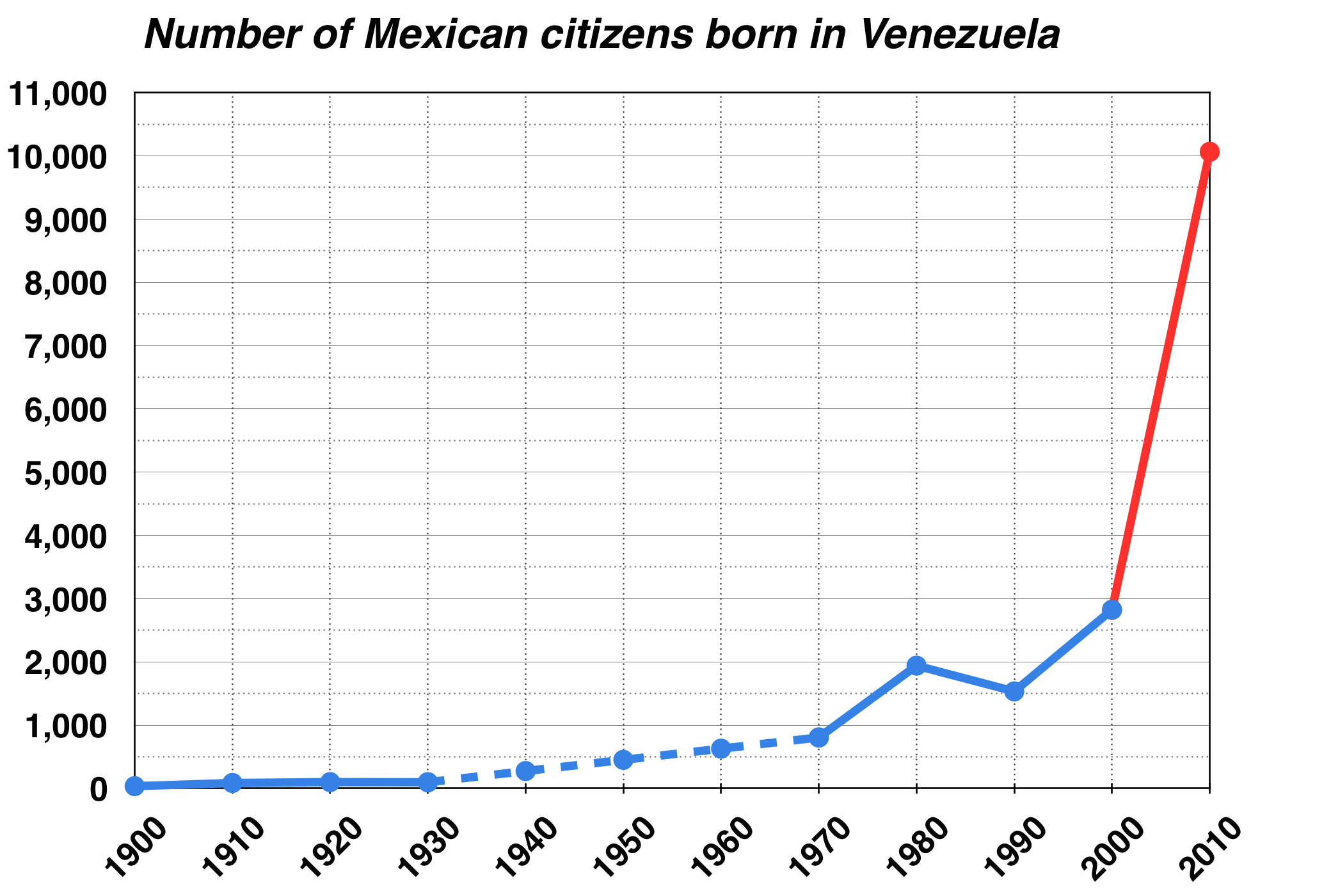
파선은 시뮬레이션 데이터를 나타낸다 (출처: INEGI)

멕시코 내 베네수엘라 인구는 2000년 2,823명에서 2010년 10,063명으로 증가했으며, 이는 멕시코에 거주하는 베네수엘라 태생 인구가 357% 증가했음을 의미한다. 멕시코는 2014년 첫 5개월 동안 975명의 베네수엘라 사람들에게 영주권을 부여했는데, 이는 2013년 발급된 ID 카드 수의 두 배에 달한다. 멕시코 정부는 현재 47,000명의 베네수엘라 사람들이 멕시코에 거주하고 있다고 주장한다.

#### 네덜란드령 카리브 제도
한때 베네수엘라 사람들의 관광 및 휴양지였던 아루바와 퀴라소 섬은 베네수엘라 시민들이 이민하기 전에 최소 미화 1,000달러의 현금을 소지할 것을 요구하는데, 이는 베네수엘라 최저 임금으로 일하는 사람의 5년 이상 수입에 해당한다. 베네수엘라 사람들의 순찰과 추방이 증가했으며, 아루바는 추방 위기에 처한 500명까지의 베네수엘라 이민자들을 수용하기 위해 경기장을 마련했다.
퀴라소로 가는 여정은 위험한 60-마일 (97 km) 거리이며, 네덜란드령 카리브해 해안 경비대가 감시하는 위험한 해역과 무장 갱단이 존재한다. 베네수엘라 사람들은 섬 해안 근처로 끌려가 바다에 버려져 육지까지 헤엄쳐 가도록 강요당하고, 그곳에서 새로운 삶을 시작하기 위해 연락책을 만난다. 퀴라소 당국은 섬에서 베네수엘라 사람들이 하는 일반적인 일은 관광객을 위해 봉사하는 것이며, 그들의 일은 식당 청소부터 섬의 성매매 활동까지 다양하다고 밝혔다. 네덜란드령 카리브해 해안 경비대는 베네수엘라 이민자들을 태운 보트 중 5~10%만이 요격된다고 추정한다.
2019년, 새로 도착한 베네수엘라 난민은 아루바에 약 17,000명으로 추정되며, 이는 섬 인구의 약 15%를 차지했다.
2020년 8월 21일, 휴먼 라이츠 워치에 따르면 아루바의 구금 시설에 수감된 베네수엘라 이민자들이 COVID-19 위험에 직면하고 있다고 보도되었다. 여러 언론 매체와 인권 단체는 구금된 베네수엘라 이민자들을 위한 수용 시설의 열악한 환경, 즉 과밀 수용, 경비원의 폭력, 기본적인 위생 용품 부족 등을 보고했다.

#### 페루
다른 목적지 국가들과 비교하여, 뉴욕 타임스는 페루가 베네수엘라 난민들에게 더 환영적이라고 묘사했다.
페드로 파블로 쿠친스키 페루 대통령은 2017년 기존 페루 거주 베네수엘라 국민들에게 임시 체류 허가 (PTP)를 부여하는 법안을 도입했다. 미주 인권위원회는 이를 승인하고 다른 라틴아메리카 국가들에게도 유사한 조치를 채택하도록 권장했다. 페루 베네수엘라 연합 (비정부 기구)은 쿠친스키 대통령의 행동을 노르웨이 노벨 위원회에 제출하여 노벨 평화상 후보로 추천할 것이라고 발표했다.
[W]hile other countries build walls, in Peru, bridges are built to bring citizens closer and protect their most elementary fundamental rights, so with overwhelming hope we will present this nomination of President Pedro Pablo Kuczynski, not only in search of this award, but also to place in the international debate the abuses of which Latin American migrants are victims in some parts of the world.

2017년 8월, 법령 발표 후 3개월여 만에 4만 명이 넘는 베네수엘라 난민이 페루에 입국했다. 2018년 중반까지, 40만 명 이상의 베네수엘라 사람들이 페루로 이민을 갔다. 유엔 조사에서 페루로 이주한 베네수엘라 사람들의 61.9%는 소매업, 관광업 또는 이와 유사한 직업에 종사했으며, 9.4%는 산업 및 건설업에 종사했다. 46%는 월 솔 984에서 1,968솔 (300~600달러)을 벌었으며, 34%는 656에서 984솔 (200~300달러), 11%는 월 656솔 미만 (200달러 미만)을 벌었다. 2018년 말까지 67만 명 이상의 베네수엘라 사람들이 페루로 이민을 갔다.
2019년 6월, 마르틴 비스카라 페루 대통령은 2019년 6월 15일 이후 여권과 비자를 소지한 베네수엘라 사람들만 페루 입국을 허용할 것이라고 발표했다. 마감일 일주일 전, 약 5만 명의 베네수엘라 사람들이 기회를 잡기 위해 페루로 몰려들었다. 2019년 8월, 정부는 이전 조치로 합법적 통과가 90% 감소한 후 불법 이민을 막기 위해 에콰도르와의 국경에 보안을 강화할 것이라고 발표했다.

#### 트리니다드 토바고
트리니다드 토바고에는 7만 명이 넘는 베네수엘라 시민이 거주하는 것으로 추정되며, 이 중 16,523명은 공식적으로 이민 신분을 정식화했다. 베네수엘라 사람들은 역사적으로 비교적 안정적인 경제, 미국 달러 접근성, 동부 베네수엘라와의 근접성 때문에 트리니다드 토바고로 합법적 및 불법적으로 이민을 갔다. 항공 및 해상으로 합법적인 운송 노선이 있으며, 마투린, 카라카스, 마르가리타섬 등의 베네수엘라 도시에서 섬으로 직항 항공편이 운항되며, 베네수엘라 도시 구이리아와 트리니다드의 차과라마스 또는 베네수엘라 도시 투쿠피타에서 트리니다드의 세드로스로 가는 페리 서비스가 있다. 베네수엘라 동부 해안과 파리아만 사이에도 불법 노선이 존재한다. 2016년 1월 1일부터 5월 10일 사이에 약 1만 4천 명의 베네수엘라 사람들이 트리니다드 토바고에 입국했으며, 이 중 43%는 비자 체류 기간을 초과한 것으로 보고되었다. 체류하는 베네수엘라 사람들은 종종 섬에서 일자리를 찾는다.
2020년 12월 13일 거부당하여 공해로 돌아온 후, 경제 위기를 피해 트리니다드 토바고에서 수크레 주로 돌아오던 베네수엘라 뗏목 이민자들이 해상 국경에서 난파되었다. 사망한 33명의 베네수엘라 사람들 중 32명이 확인되었으며, 이 중 4명은 미성년자였다. 후안 과이도는 3일간의 국가 애도 기간을 선포했다. 2021년 4월, 29명이 탄 또 다른 배가 트리니다드 토바고로 향하던 중 난파되어 12명이 구조되고 10명이 사망했으며 7명은 실종 처리되었다. 2022년 2월 5일, 트리니다드 토바고 해안 경비대가 베네수엘라 이민자들을 태운 선박을 정지시키려다 총격을 가해 9개월 된 아기가 사망하고 그의 어머니가 부상을 입었다. 해안 경비대는 총격이 "정당방위"로 발사되었다고 주장했다. 과이도는 "트리니다드 토바고 해안 경비대가 발사한 총격은 정당화될 수 없으며, 그들이 아기를 죽였다"며 정의를 요구했다. 트리니다드 토바고의 총리 키스 롤리는 그 행동이 "합법적이고 적절했다"고 평가했다.

### 유럽
2018년 2월, 거의 1,400명의 베네수엘라 사람들이 대서양을 건너 유럽으로 이주했다. 이들 중 대부분 (1,160명)은 스페인에서 망명을 신청했다. 이 수치는 2016년 2월 150명, 2017년 2월 985명에 비해 크게 증가한 것이다. 문화적, 언어적 유대 관계가 스페인이 유럽 국가들 중에서 베네수엘라 이민자들에게 가장 인기 있는 목적지인 주된 이유이다. 베네수엘라 시민들은 비자 없이 솅겐 지역 국가들을 여행할 수 있다.

#### 스페인
유럽에 거주하는 베네수엘라 태생 사람들의 대다수는 스페인에 거주하거나 (또는 둘 다), 베네수엘라 또는 스페인에서 스페인 시민권을 취득했다. 2015년에서 2018년 사이에 스페인에 거주하는 베네수엘라 태생 주민 수는 165,893명에서 255,071명으로 증가했다. 2019년 현재 스페인에 거주하는 베네수엘라 사람들의 수는 30만 명을 넘어섰으며, 이는 2018년~2019년 기간 동안 대규모 유입이 있었음을 의미한다.

#### 헝가리
유럽 이주민 위기 이후 반이민적 수사에도 불구하고 오르반 빅토르 정부는 최소 한 명의 헝가리 조상을 증명한 수백 명의 베네수엘라 이민자들을 환영했다. 그러나 초기에는 이민자들이 수용되었던 발라톤외죄드 온천 주변에 흑인 베네수엘라 사람들의 존재에 대해 여러 시민들이 경찰에 불평하는 등 환영 분위기가 그리 긍정적이지 않았다.

### 이스라엘
베네수엘라 정부에 대한 반유대주의 주장 때문에, 부분적으로 이란, 팔레스타인, 시리아와 같은 외국 행위자들과의 정치적 정렬에 기반하여, 그리고 진행 중인 경제 위기로 인해 베네수엘라의 유대인 공동체 대부분은 이스라엘의 귀환법을 이용하여 이스라엘로 이주하여 거주지를 마련했다. 1999년 차베스 집권 당시 베네수엘라에 2만 2천 명의 유대인이 있었는데, 그 이후 베네수엘라 유대인 인구의 60%에 달하는 인구가 이스라엘로 피난을 갔으며, 이 수는 2019년 현재 약 6천 명으로 줄었다. 위기 시작 이후 1만 1천 명이 넘는 베네수엘라 사람들이 이스라엘로 이민을 갔다.

## 인도적 대응

### 국제적

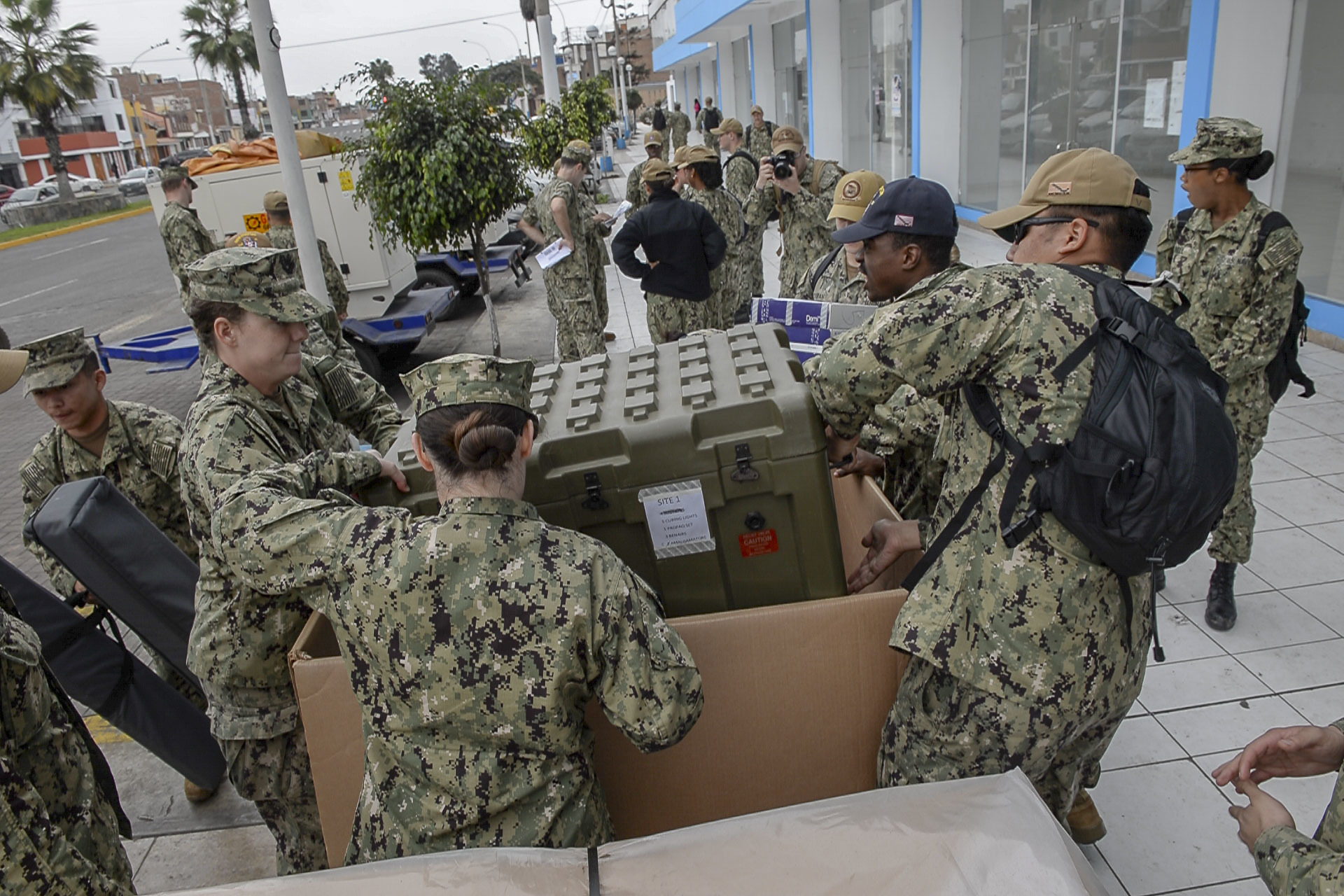
2019년 카야오에 의료 시스템을 돕기 위해 의료 물품을 하역하는 USNS 컴포트 수병들. 이는 베네수엘라 이민자들을 돌보는 부담을 증가시킨다.

#### 정부간 국제 기구
- 유럽 연합 – 2018년 4월, 유럽 연합은 베네수엘라 난민 계획 및 수용을 지원하기 위해 콜롬비아에 관찰자를 파견했다.[161]
- 유엔 – 2018년 3월, 유엔난민기구는 역내 국가들에게 카르타헤나 난민 선언에 따라 베네수엘라 이민자들을 난민으로 대우하도록 촉구했으며, 국가들에게 베네수엘라 국민을 수용하고 기본적인 인권에 대한 접근을 허용하며 영토에 입국하는 베네수엘라 사람들을 추방하지 말 것을 촉구했다.[107][162] 2018년 4월 6일, 유엔 세계 식량 계획은 콜롬비아 내 베네수엘라 이민자 상황을 2단계 비상 사태로 선언하고 위기에 대한 지역적 대응을 촉구했다.[163] 2018년 10월, 유엔난민고등판무관 필리포 그란디가 콜롬비아와 베네수엘라 국경 지역을 방문한 후, 그란디는 난민 위기가 "기념비적"이라고 말했다.[164] 2020년 5월 6일, 유엔 전문가들은 베네수엘라 정부가 국가 경제 위기가 기본적인 인권에 미치는 파괴적인 영향에 대해 구체적인 조치를 취할 것을 촉구했다. 전문가들은 또한 국가의 붕괴된 보건 시스템을 지적하며, 많은 병원들이 안정적인 전기나 심지어 흐르는 물도 없이 환자를 돌보는 데 어려움을 겪고 있다고 언급했다.[165]

베네수엘라 난민 및 이주민과의 연대를 위한 국제 기부자 회의는 2021년 6월 17일 화상 회의를 통해 46개국, 세계은행 또는 미주개발은행이 재결합했다. 이들은 베네수엘라 이민자들을 돕기 위해 9억 5,400만 달러의 보조금과 6억 달러의 대출로 구성된 15억 달러를 지원하기로 약속했다. 베네수엘라 정부는 이를 "언론의 촌극"이자 "노골적인 반베네수엘라 정치 선전 작전"이라고 불렀다. 2020년에는 이 회의에서 27억 9천만 달러가 모금되었다.

#### 정부
- 볼리비아 - 2019년 12월 13일, 자니네 아녜스 과도 정부는 "니콜라스 마두로 정부가 주도한 정치적 질서, 정치적 박해로 인해 나라를 떠난" 200명의 베네수엘라 사람들에게 피난처를 제공할 것이라고 발표했다.[169]
- 콜롬비아 – 콜롬비아 정부는 수십만 명의 베네수엘라 이민자 유입에 대해 유엔 및 지역 파트너들에게 지원을 요청했다.[163]
- 코스타리카 – 외무부 장관 엡시 캠벨 바르는 베네수엘라의 정치 상황이 "복잡하다"는 것을 이해하고, 이 나라가 베네수엘라 사람들에게 "인도적인 수용 태도"를 유지할 것이라고 밝혔다.[170]
- 노르웨이 – 2018년 4월 9일, 노르웨이 정부는 베네수엘라 난민들을 위한 콜롬비아의 인도적 지원에 100만 달러를 할당했다.[171]
- 미국 – 미국 국제개발처는 2018년 3월부터 콜롬비아에서 베네수엘라 난민 지원을 위해 250만 달러의 인도적 지원 자금을 지원하기 시작했다.[172] 4월 13일, 부통령 마이크 펜스는 제8차 미주 정상회담에서 국무부와 USAID가 브라질과 콜롬비아의 베네수엘라 난민 지원을 위해 유엔난민기구에 1,600만 달러를 제공할 것이라고 발표했다.[173] 2018년 8월 17일, 미국의 국방부 장관 제임스 매티스는 USNS 컴포트 병원선이 인듀어링 약속 작전 중 베네수엘라 난민들에게 의료 지원을 제공하기 위해 콜롬비아로 출항했다고 밝혔다.[174] 2019년 9월, 국무부는 미국이 베네수엘라 이민자들의 유입에 대처하기 위해 라틴아메리카 국가들을 돕기 위해 1억 2천만 달러의 인도적 지원을 제공할 것이라고 밝혔다.[175]

베네수엘라 이민자 위기는 인도적 위기 세계에서 독특하며, 이 때문에 국제적인 관심과 지원을 받는 데 더디었다. 이 위기는 쉽게 정의되는 난민 위기가 아니며, 유엔은 이민자들의 흐름을 복합 이민 인구로 정의했다. 이는 국가를 떠나는 사람들이 일반 이민자와 특별히 정의된 망명 신청자 모두를 포함한다는 의미이다. 이러한 이유로 유엔은 유엔난민기구와 국제이주기구 간의 공동 플랫폼인 지역 간 기관 조정 플랫폼을 설립하여 베네수엘라에서 이민하는 사람들을 지원하고 있다. 유엔난민기구는 1984년 카르타헤나 선언에 명시된 더 넓은 난민 정의를 베네수엘라 이민자들에게 적용할 것을 촉구했다. 이는 이 집단의 개인들이 난민으로 지원받을 수 있도록 허용할 것이다.
2019년 4월, 비정부 기구 휴먼 라이츠 워치와 존스 홉킨스 블룸버그 공중보건대학은 보고서를 발표하고 유엔 (UN)에 베네수엘라 상황을 복합 인도적 비상사태로 정의할 것을 요청했다.
노르웨이 난민 협의회, 브루킹스 연구소 및 베네수엘라 난민 위기 담당 아메리카 국가 기구 위원 다비드 스몰란스키는 이 위기가 현대사에서 가장 자금 부족에 시달리는 난민 위기 중 하나라고 추정했다.

#### 비자 제한
2021년 1월 현재, 10개국 (주로 라틴아메리카 및 카리브 제도) 정부는 해당 국가에 입국하려는 베네수엘라 시민에게 특별 비자 요건을 도입했다. 유엔 인권최고대표 미첼 바첼레트에 따르면, 비자 요건 도입은 베네수엘라 사람들이 불법 입국을 위해 인신매매업자에게 의존하게 만들 수 있다고 한다. 과테말라, 카리브 네덜란드, 도미니카 공화국과 같은 일부 국가들은 특정 제3국 (예: 캐나다 또는 미국)에서 발급된 유효한 비자/거주 허가증을 소지한 경우 베네수엘라 사람들에게 비자 없이 입국을 허용할 것이다.
2021년까지 유럽 연합은 ETIAS 또는 유럽 여행 정보 및 승인 시스템이라는 솅겐 지역을 방문하려는 베네수엘라 사람들을 위한 전자 승인 시스템을 도입할 것이다. 이는 솅겐 지역 국가들을 방문하려는 베네수엘라 사람들에게는 개인 정보를 사전에 제출하고 처리 수수료를 지불해야 하며, 어린이는 예외이다. 2020년 3월, 스페인 정부는 스페인 또는 솅겐 지역에 입국하려는 베네수엘라 사람들에게 비자 요건을 부과하지 않기로 결정했다.
| 국가              | 도입된 비자 제한 | 면제 | 비고 |
| ----------------- | ---------------- | --- | --- |
| 파나마            | 2017년 10월 1일  | 미국, 오스트레일리아, 캐나다, 또는 영국이 발행한 유효 비자를 소지하고 있으며, 이들 국가에 최소 1회 입국 시 사용한 경우 비자 면제. 경유 시간이 12시간 미만인 경우 경유 비자 불필요. | 2018년 10월 파나마 정부는 베네수엘라 사람들에게 5년간 유효한 복수 비자를 발급할 것이라고 발표했다. 2019년 12월부터는 만료된 여권도 입국에 허용할 것이다.                                                                                        |
| 온두라스          | 2017년 11월 20일 | 면제 없음 | |
| 과테말라          | 2018년 3월 19일  | 캐나다, 미국, 또는 솅겐 회원국이 발행한 유효 비자를 소지한 경우 비자 면제. | |
| 세인트루시아      | 2018년 7월 19일  | 면제 없음 | |
| 페루              | 2019년 6월 15일  | 태평양 동맹 국가의 거주 허가증 소지자 비자 면제. | 베네수엘라 사람들은 베네수엘라 (카라카스 및 시우다드과야나), 콜롬비아 (보고타, 메데인, 레티시아), 에콰도르 (쿠엥카, 과야킬, 키토, 마찰라, 로하)에 있는 페루 대사관 영사관에서 특별 인도적 비자를 신청할 수 있다. 만료된 여권도 입국에 허용한다. |
| 트리니다드 토바고 | 2019년 6월 17일  | 면제 없음 | |
| 칠레              | 2019년 6월 22일  | 공무 및 외교 여권 소지자 비자 면제. | 칠레 외교부는 베네수엘라 사람들에게 1년간 칠레에 체류할 수 있고 추가 12개월 연장이 가능한 "민주적 책임 비자"를 제공한다. 이 비자는 카라카스 및 전 세계 칠레 대사관에서 신청할 수 있다. 칠레는 만료된 여권도 입국에 허용한다.                    |
| 에콰도르          | 2019년 8월 25일  | 면제 없음 | 에콰도르 정부는 베네수엘라 사람들에게 입국을 위한 특별 비자 (인도적 및 임시 허가 포함)를 제공한다. 만료된 여권도 입국에 허용한다. |
| 도미니카 공화국   | 2019년 12월 16일 | 캐나다, 미국, 또는 솅겐 회원국이 발행한 유효 비자를 소지한 경우 비자 면제. 공무 및 외교 여권 소지자에게도 적용된다.                                                                | |
| 카리브 네덜란드   | 2021년 1월 15일  | 캐나다, 미국, 아일랜드, 영국, 또는 프랑스 해외 영토 및 해외 자치령을 포함한 솅겐 회원국이 발행한 유효 비자 또는 거주 허가증 소지자 비자 면제.                                      | 비자 제한은 베네수엘라의 현재 상황으로 인해 일시적이다. 상황이 개선되면 비자 면제 입국이 다시 도입될 것이다. |
| 멕시코            | 2022년 1월 21일  | 태평양 동맹 국가의 거주 허가증 소지자 비자 면제. | |
| 코스타리카        | 2022년 2월 21일  | 면제 없음 | |

#### 가톨릭 교회
페루의 가톨릭 교회는 미사를 봉헌하고 헌금을 모아 베네수엘라 난민들을 돕는 프로그램을 조직했다. 가톨릭 구호 단체인 카리타스는 어려움에 처한 베네수엘라 사람들에게 지속적인 지원을 제공해 왔다. 2018년부터 카리타스는 베네수엘라에 영구적인 거점을 마련하여 만성 영양실조 퇴치에 힘쓰고 있다. 또한, 교회는 멕시코시티에 있는 라 솔레다라는 쉼터에 자금을 지원하여 난민들에게 식량, 의료 지원, 법률 자문, 안전한 휴식처를 제공한다.

#### 키토 선언
인간 이동 및 역내 베네수엘라 시민에 관한 키토 선언은 2018년 9월 4일 에콰도르 수도에서 아르헨티나, 브라질, 칠레, 콜롬비아, 코스타리카, 에콰도르, 멕시코, 파나마, 파라과이, 페루, 우루과이 대표들이 서명했다. 볼리비아와 도미니카 공화국은 이 문서에 서명하지 않았다. 후자는 베네수엘라가 참석하지 않기로 결정한 회의에서 참관국이었다고 주장했다.
이 행사는 베네수엘라 사람들의 대규모 이주 흐름에 대한 정보를 교환하고 조정된 대응을 모색하기 위한 것이었다. 회의에서 참여국들은 대규모 이주로 인한 내부 상황 악화에 대한 우려를 재확인하며, 비판적 상황으로 간주되는 것을 완화하기 위해 정부와 국제기구의 협력이 합의된 인도적 지원 개방을 수용할 것을 촉구했다.
역내 정부들이 합의한 가장 중요한 사항 중에는 만료된 여행 서류, 이민 목적을 위한 베네수엘라 사람들의 신분증 수용, 그리고 니콜라스 마두로 정부가 신분증, 여권, 출생 증명서, 결혼 증명서, 범죄 기록뿐만 아니라 아포스티유 및 합법화의 적시 제공을 위해 시급하고 우선적으로 필요한 조치를 취할 것을 촉구하는 것이 포함된다.

### 국내적
니콜라스 마두로 대통령은 수백만 명의 베네수엘라 사람들이 이민을 갔다는 국제 보고서는 "선전"이며, 베네수엘라 사람들이 결국 "마이애미에서 화장실을 청소"하게 되어 나라를 떠난 것을 후회한다고 말했다. 분노한 베네수엘라 사람들은 마두로를 비난하며, 베네수엘라에서 사는 것보다 다른 나라에서 화장실을 청소하는 것이 낫다고 말했다. 2018년 9월, 마두로 대통령은 자국민들이 증오 캠페인의 희생자였으며, 페루에서는 오직 인종차별, 경멸, 경제적 박해, 노예 상태만을 발견했다고 말했다.
2017년 제헌 국민의회 의장이자 베네수엘라 연합사회당 부의장인 디오스다도 카베요는 이주민 위기가 니콜라스 마두로 정부를 전복하기 위한 우익 음모의 일환으로 조작된 것이며, 베네수엘라 사람들이 남아메리카를 걸어서 탈출하는 모습은 조작된 것이라고 주장했다.

#### 귀국 계획
2018년 볼리바르 정부는 고국으로 돌아가고 싶어 하는 베네수엘라 이민자들에게 항공권 비용을 지불하는 "조국으로 돌아가기 계획" (스페인어: Plan Vuelta a la Patria)을 도입했다. 2018년 8월 28일, 89명의 베네수엘라 사람들이 페루에서 베네수엘라로 돌아왔다. 이 프로그램은 페루와 에콰도르 및 칠레와 같은 다른 남아메리카 국가들에서도 시행되었다. 그러나 이 프로그램은 자국민의 귀국에 거의 기여하지 못했다.

## 같이 보기
- 베네수엘라 위기 (2012년–현재)
- 베네수엘라 시위 (2014년–현재)
- 키토 프로세스
- 우크라이나 난민 위기
- 보트피플
- 북한이탈주민
- 시리아 내전 난민
- 유럽 이주민 위기
- 디아스포라 목록
- 베네수엘라 시민의 비자 요건
- 베네수엘라 난민 위기 중 제노포비아 사건 목록
- 콜롬비아 이민 (콜롬비아 분쟁 중)
- 제주 난민 사태
- 베네수엘라 사람

## 내용주
1. ↑  2023년 1월 1일 수치

### 그룹
- Somos Diáspora 보관됨 4월 12, 2021 - 웨이백 머신 – 베네수엘라 엔터테인먼트, 뉴스 및 이민 정보를 제공하는 네트워크

### 기사
- Ávila, Keymar (2018년 10월 30일). “A Venezuelan Exodus?/¿Un éxodo venezolano?”. 《NACLA》.
- Watson, Katy (2018년 8월 22일). “The bridge of desperation”. 《BBC 뉴스》.